# Agama del Sinaí

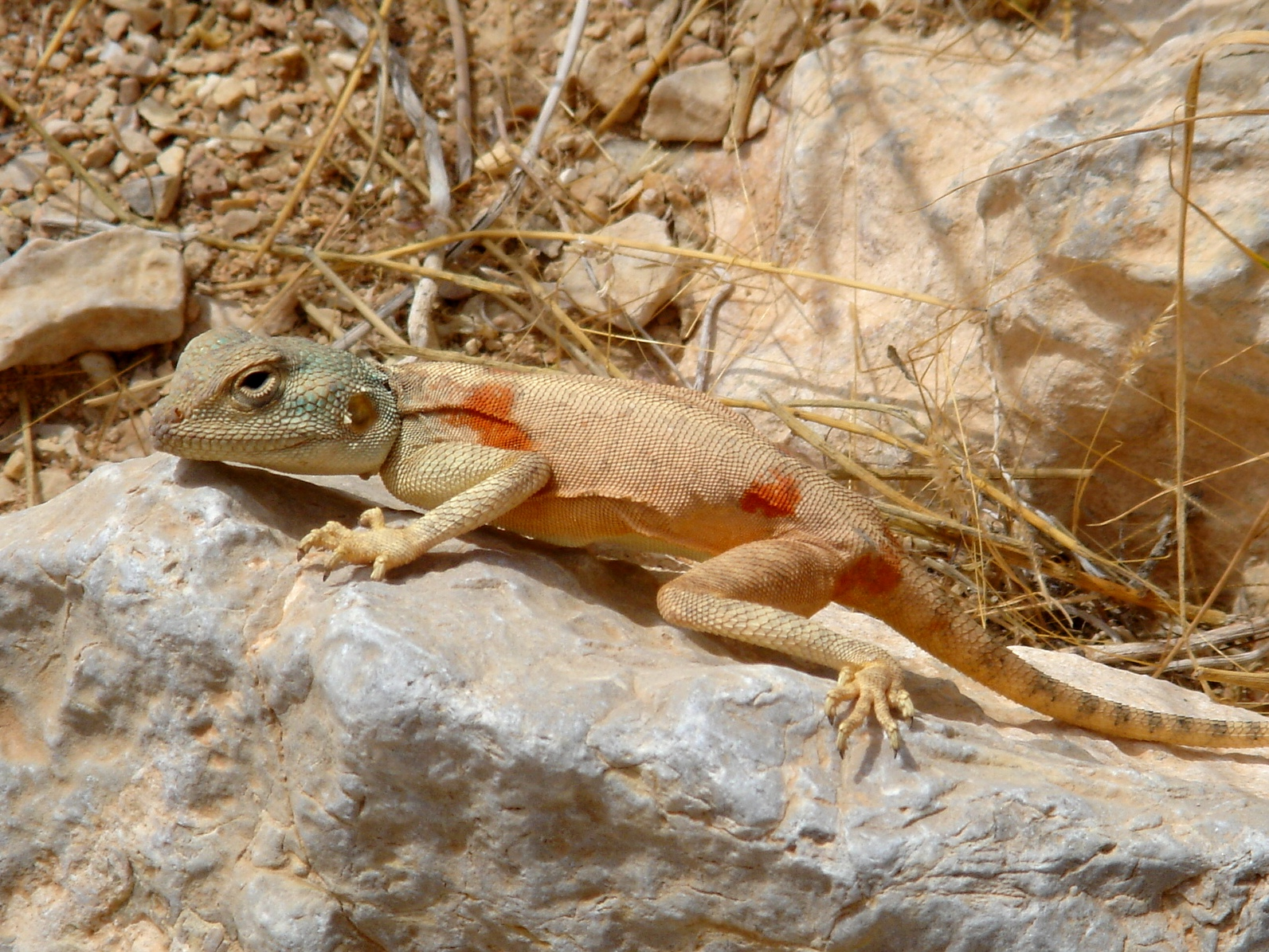
Femella

L''agama del Sinaí (Pseudotrapelus sinaitus) és una espècie de sauròpsid (rèptil) escatós de la família Agamidae. És comú als deserts que envolten el mar Roig.
Pot arribar a mesurar fins a 25 cm i la cua fa dos terços de la longitud total. Les extremitats i la cua són llargues i primes, i ofereixen una bona capacitat d'escalada,gràcies a les seves potes.
És un animal diürn i s'alimenta d'insectes i altres artròpodes, així com de plantes. Mentre que, per efecte de la calor, els mascles agafen un sorprenent color blau que atreu les femelles, aquestes últimes mostren taques de to marró-vermell.